# Lumban Huayan (Sayur Matinggi)
Lumban Huayan is een bestuurslaag in het regentschap Tapanuli Selatan van de provincie Noord-Sumatra, Indonesië. Lumban Huayan telt 675 inwoners (volkstelling 2010).